# 高木宣宏
高木 宣宏（たかぎ のぶひろ、1963年5月20日 - ）は、大阪府出身の元プロ野球選手（投手）。

## 経歴

### 高校時代
北陽高校では、吉岡優（のち中山製鋼）と投の二本柱を組み、1981年、夏の甲子園に出場。1回戦で海星高、2回戦で浜松西高を降すが、2試合とも前半から吉岡をリリーフしマウンドに立つ。3回戦でもリリーフとして名古屋電気高のエース工藤公康と投げ合うが、延長12回、中村稔（のちパ・リーグ審判）にサヨナラ本塁打を喫し2－1で惜敗。
同年のプロ野球ドラフト会議で西武ライオンズ、ヤクルトスワローズ、広島東洋カープの3球団が指名し抽選で広島が交渉権を獲得して入団。スカウト担当は球界を代表する名スカウトのひとり木庭教で、甲子園での投球を観戦していた当時広島の監督であった古葉竹識が入れ込み、是非欲しいと木庭に指示していたという。細身の童顔であることと、自身と入れ替わりで引退した同姓の高木宏彰から受け継ぐ形で「チャン」というニックネームが付き、女性ファンの人気も高かった。

### プロ入り後
1年目の開幕2戦目に、同期ドラフト1位の津田恒美（5日後の開幕5戦目に初登板・初先発）よりも先にプロ初登板を果たす。
1985年、ワインドアップで全身のバネを大きく使ったフォームと度胸のいいピッチングでMAX147km/hのストレート(1985年当時)と切れのいいカーブを武器に、左腕王国の先発の一翼を担い前半戦だけで9勝を挙げ、ハーラーダービートップと防御率1位を争う大活躍。同年のオールスターゲームにも出場した。
しかし夏バテからか、後半は全く勝ち星を重ねることが出来なかった。高木自身も後年のインタビューで「投げるたびに疲れがたまっていくのが分かった」と語っている。この年、阪神が21年ぶりに優勝したが、主軸打者にバースや掛布雅之といった左打者が多かったことから、左腕の高木が後半も活躍していれば、と関係者やファンは残念がった。輝いたのはこの年だけでその後は左肩痛に苦しむ。
1988年春には任意引退選手となり練習生扱いとなる。9月には再度現役選手登録されるも故障が続いた。
1990年には一軍のマウンドに戻り、中継ぎで復帰後は先発ローテーションに入り26試合に登板、防御率2.67を記録。直球のスピードは落ちたが、チェンジアップなどを交えた低め中心の投球で4年ぶりの勝ち星、5年ぶりの完封も記録し、本格復調の兆しを見せ来期への期待を抱かせた。
1991年キャンプイン直前に左腕を必要としていた西武のオファーで高山郁夫との交換トレードで移籍。その後は故障も再発し肘痛も併発。
1993年限りで引退。
現役時代は、家計を助けるため毎月実家に仕送りを行っていた親孝行振りも有名であった。

### 引退後・コーチ時代
その後は石材会社で墓石のセールスマンや、保険代理店などを営んでいた。引退後しばらくはテレビの野球中継さえも観る気になれず、野球を遠ざけていた時期があったという。
2008年10月28日、西武時代に縁のあった森繁和バッテリーチーフコーチから要請を受けて、中日ドラゴンズの投手コーチ就任が決定した。極めて異例な16年振りのプロ球界復帰となった。
2011年に落合監督の退任に伴い退団した。
2014年1月、学生野球資格回復。現在は夢グループ野球塾でコーチをしている。

## 詳細情報

### 年度別投手成績
| 年 度     | 球 団     | 登 板 | 先 発 | 完 投 | 完 封 | 無 四 球 | 勝 利 | 敗 戦 | セ 丨 ブ | ホ 丨 ル ド | 勝 率 | 打 者 | 投 球 回 | 被 安 打 | 被 本 塁 打 | 与 四 球 | 敬 遠 | 与 死 球 | 奪 三 振 | 暴 投 | ボ 丨 ク | 失 点 | 自 責 点 | 防 御 率 | W H I P |
| --------- | --------- | ----- | ----- | ----- | ----- | -------- | ----- | ----- | -------- | ----------- | ----- | ----- | -------- | -------- | ----------- | -------- | ----- | -------- | -------- | ----- | -------- | ----- | -------- | -------- | ------- |
| 1982      | 広島      | 14    | 0     | 0     | 0     | 0        | 0     | 0     | 0        | --          | ----  | 84    | 19.0     | 19       | 0           | 10       | 2     | 0        | 13       | 0     | 0        | 10    | 10       | 4.74     | 1.53    |
| 1983      | 広島      | 3     | 2     | 0     | 0     | 0        | 1     | 0     | 0        | --          | 1.000 | 57    | 13.2     | 7        | 1           | 9        | 0     | 0        | 9        | 0     | 0        | 4     | 4        | 2.63     | 1.17    |
| 1984      | 広島      | 14    | 12    | 2     | 0     | 0        | 2     | 4     | 0        | --          | .333  | 254   | 57.0     | 55       | 8           | 32       | 0     | 4        | 53       | 0     | 0        | 29    | 29       | 4.58     | 1.53    |
| 1985      | 広島      | 30    | 20    | 5     | 1     | 0        | 9     | 6     | 0        | --          | .600  | 547   | 122.1    | 140      | 18          | 61       | 2     | 3        | 71       | 4     | 0        | 59    | 53       | 3.90     | 1.64    |
| 1986      | 広島      | 7     | 6     | 1     | 0     | 1        | 1     | 4     | 0        | --          | .200  | 113   | 24.0     | 26       | 3           | 13       | 0     | 0        | 23       | 2     | 0        | 19    | 16       | 6.00     | 1.63    |
| 1989      | 広島      | 3     | 2     | 0     | 0     | 0        | 0     | 1     | 0        | --          | .000  | 44    | 10.1     | 10       | 1           | 5        | 0     | 0        | 7        | 0     | 0        | 4     | 4        | 3.48     | 1.45    |
| 1990      | 広島      | 26    | 9     | 2     | 1     | 0        | 3     | 3     | 0        | --          | .500  | 350   | 81.0     | 72       | 6           | 39       | 4     | 5        | 45       | 3     | 0        | 26    | 24       | 2.67     | 1.37    |
| 通算：7年 | 通算：7年 | 97    | 51    | 10    | 2     | 1        | 16    | 18    | 0        | --          | .471  | 1449  | 327.1    | 329      | 37          | 169      | 8     | 12       | 221      | 9     | 0        | 151   | 140      | 3.85     | 1.52    |

### 記録
初記録
- 初登板：1982年4月5日、対ヤクルトスワローズ1回戦（明治神宮野球場）、6回裏に4番手として救援登板、1回1/3無失点
- 初奪三振：同上、6回裏に角富士夫から
- 初先発登板・初勝利・初先発勝利：1983年9月1日、対阪神タイガース19回戦（阪神甲子園球場）、7回1失点
- 初完投勝利：1984年7月31日、対横浜大洋ホエールズ15回戦（広島市民球場）、9回2失点
- 初完封勝利：1985年5月30日、対横浜大洋ホエールズ9回戦（広島市民球場）

その他の記録
- オールスターゲーム出場：1回 （1985年）

### 背番号
- 56 （1982年）
- 12 （1983年 - 1985年、1989年 - 1990年[7]）
- 11 （1986年 - 1988年）
- 17 （1991年）
- 46 （1992年 - 1993年）
- 86 （2009年 - 2011年）